# Martin Barker
Martin John Barker (* 20. April 1946; † 8. September 2022) war ein britischer Film- und Kulturwissenschaftler, sowie Hochschullehrer. 

## Werdegang
Der 1946 geborene Barker betreute als emeritierter Professor an der walisischen Aberystwyth University Doktoranden des Departments Theatre Film & Television Studies. Bevor Barker 2001 nach Aberystwyth wechselte, war er 29 Jahre lang an der University of the West of England in Bristol beschäftigt, wo er 1993 promovierte. Anschließend wirkte er für zwei Jahre als Reader an der University of Sussex.
Barker prägte Anfang der 1980er-Jahre den Begriff new racism für die subtile Fremdenfeindlichkeit, die sich als Folge der Politik von Margaret Thatcher entwickelte. Als Filmwissenschaftler setzte er sich kritisch mit The Lord of the Rings auseinander.

## Publikationen (Auswahl)
- Watching the Lord of the Rings, New York, NY : Lang, 2008